# Nephelomys ricardopalmai
Nephelomys ricardopalmai — вид гризунів з роду Nephelomys. Він названий на честь Рікардо Пальма і зустрічається в Південній Америці.